# Minichamps
Minichamps GmbH & Co. KG – niemiecka firma produkująca modele samochodów, szczególnie w skali 1:43. Założona została w 1990 roku w Akwizgranie przez Paula-Güntera Langa pod nazwą Paul´s Model Art GmbH.

## Historia
Firma została założona przez Paula-Güntera Langa 1 maja 1990 roku jako Paul´s Model Art GmbH. Produkcję uruchomiono w Chinach. Początkowo Minichamps oferowało głównie modele samochodów 1:43 z serii DTM, a pierwszym modelem było Audi V8 Hansa-Joachima Stucka. Rok później poszerzono ofertę o modele 1:24 oraz samochody drogowe, zarówno klasyczne, jak i współczesne. W 1992 roku rozpoczęto produkcję modeli Formuły 1. W dalszych latach przedsiębiorstwo kontynuowało poszerzanie oferty o nowe skale (1:6, 1:12, 1:18, 1:35, 1:64, 1:87), nowe typy pojazdów (motocykle, samochody ciężarowe, pojazdy wojskowe, traktory) i akcesoria (kaski, breloczki, figurki).
W 1992 roku, ze względu na wysoką jakość wykonania modeli, producenci samochodów rozpoczęli składanie zamówień na modele firmy.
Minichamps wielokrotnie zdobywało nagrody branżowych czasopism, jak „Modellfahrzeug” czy „Auto-Modell-Report”.

## Muzeum
Przy fabryce w Akwizgranie działa muzeum Minichamps o powierzchni 600 m². W muzeum znajduje się trzy tysiące eksponatów (stan na grudzień 2011).